# 奧特馬爾辛根

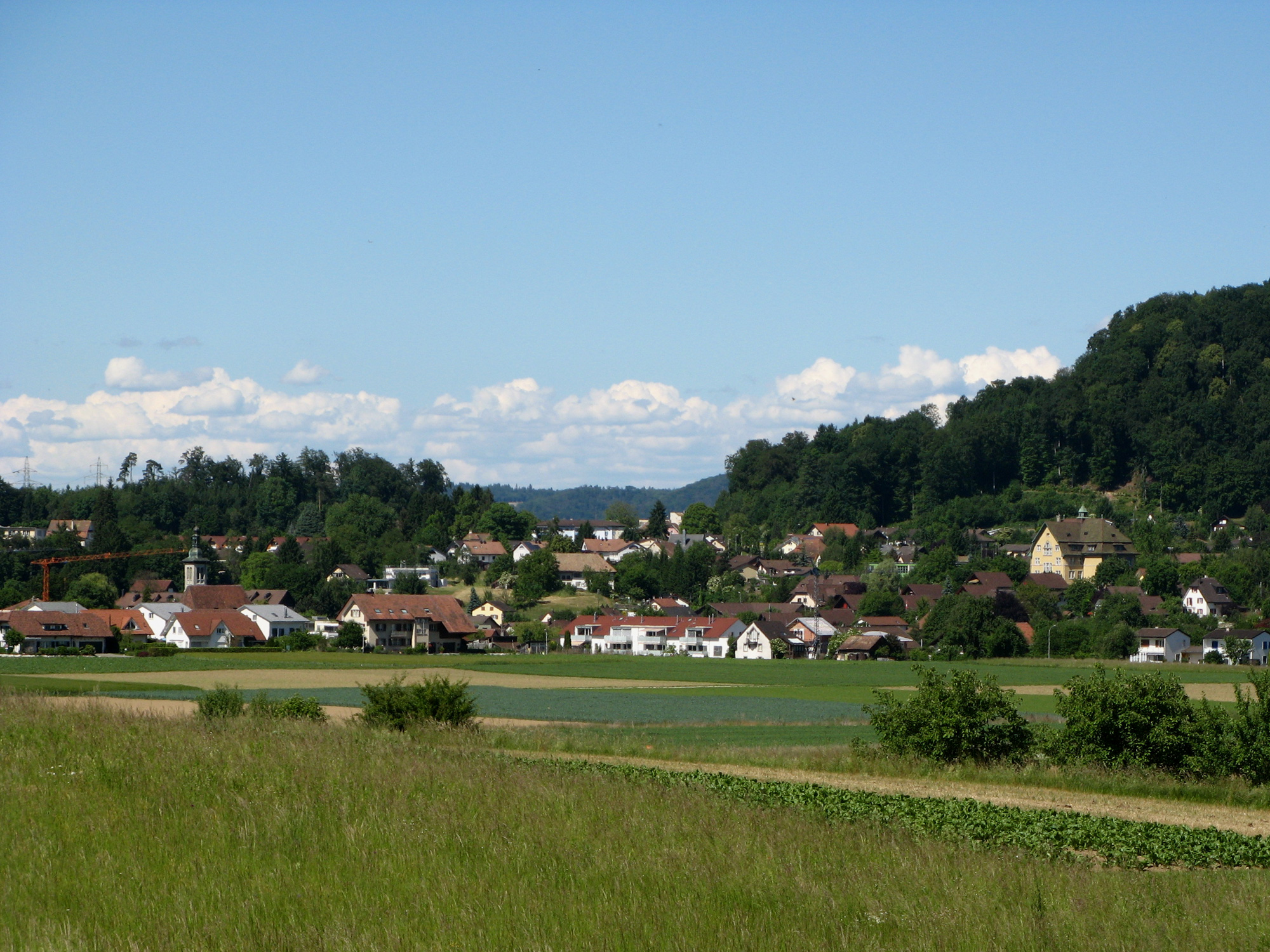

奧特馬爾辛根是瑞士的城鎮，位於該國北部，由阿爾高州負責管轄，面積4.73平方公里，海拔高度397米，2012年人口2,472，四成半人口信奉羅馬天主教，人口密度每平方公里523人。